# Clark Fork (Fluss)
Der Clark Fork ist ein 499 km langer Fluss in den US-Bundesstaaten Montana und Idaho. 

## Flusslauf
Er entspringt in der Nähe von Butte und durchfließt danach Deer Lodge, Goldcreek, Drummond und Clinton, bevor der Blackfoot River von Osten her einmündet. Danach durchfließt der Fluss die Stadt Missoula und der Bitterroot River mündet kurze Zeit danach aus Richtung Süden ein. Im Lolo National Forest erhebt sich im Westen des Flusstals die Bitterroot Range, die Interstate 90, die bis dahin den Fluss begleitet hat, verlässt ihn, während der Clark Fork für kurze Zeit in Richtung Osten fließt, wobei ihn der Montana Highway 135 begleitet. Nachdem der Flathead River eingemündet hat, fließt der Fluss wieder nach Nordnordwest und wird vom Montana Highway 200 (später Idaho State Highway 200) begleitet. In Thompson Falls mündet der Thompson River aus Richtung Westen. Um den Ort Trout Creek wird der Fluss zum Noxon Reservoir und hinter dem Ort Noxon zum Cabinet Gorge Reservoir aufgestaut. Nur acht Kilometer hinter der Grenze Idaho – Montana mündet der Fluss bei Clark Fork in den Lake Pend Oreille.

## Geologie
Während der letzten Eiszeit gab es aufgrund des nordamerikanischen Inlandeises einen Eisschild, der den Lake Missoula, einen Eisstausee, aufstaute. Mit dem Ende der Eiszeit entleerte sich dieser See schlagartig über die Missoula-Fluten in den Columbia River, wobei die heutige Landschaft im Osten des US-Bundesstaates Washington und das Willamette Valley in Oregon geformt wurde.

## Geschichte
Zunächst war die Gegend von den Flathead besiedelt. Sie wurde bei der Rückkehr vom Pazifik im Jahre 1806 bei der Lewis-und-Clark-Expedition von Meriwether Lewis entdeckt und nach William Clark benannt. 1809 gründete David Thompson von der North West Company in dem Gebiet mehrere Faktoreien, u. a. das Kullyspell House am Lake Pend Oreille sowie das Saleesh House. Am Ende des 19. Jahrhunderts nahm der Bergbau und somit die Verschmutzung des Flusses zu, insbesondere durch die Kupferminen in Butte sowie die Hütten in Anaconda, einer Stadt in nächster Nähe des Flusses. Dadurch gibt es noch heutzutage die größte Superfund-Stelle der USA, die aus drei verschiedenen Teilen besteht: einen in Butte, einen in Anaconda sowie die Milltown Reservoir Superfund Site. Das Gelände wird z. Zt. noch saniert. Dennoch ist der Clark Fork in den USA ein beliebter Fluss zum Fliegenfischen.